# Malian (köpinghuvudort i Kina, Shaanxi, lat 34,37, long 108,33)
Malian (kinesiska: 马连, 马连镇) är en köpinghuvudort i Kina. Den ligger i provinsen Shaanxi, i den nordvästra delen av landet, omkring 53 kilometer väster om provinshuvudstaden Xi'an. Antalet invånare är 26 192. Befolkningen består av 12 785 kvinnor och 13 407 män. Barn under 15 år utgör 16,0 %, vuxna 15-64 år 75 %, och äldre över 65 år 8,0 %.
Runt Malian är det mycket tätbefolkat, med 1 266 invånare per kvadratkilometer. Närmaste större samhälle är Wugong, 16,9 km sydväst om Malian. Trakten runt Malian består till största delen av jordbruksmark.
Genomsnittlig årsnederbörd är 668 millimeter. Den regnigaste månaden är september, med i genomsnitt 143 mm nederbörd, och den torraste är december, med 1 mm nederbörd.